# Канходжі Ангрія II
Канходжі Ангрія II (29 січня 1839 —8 квітня 1840) — політичний та військовий діяч маратхів, саркхел (адмірал) в 1839—1840 роках.

## Життєпис
Син саркхела Раґоджі Ангрії II, який помер у грудні 1838 року. Мати майбутнього правителя Яшода Баї була ще вагітна. Сам Канходжі народився у січні 1839 року. В цей час тривала боротьба за владу. З огляду на угоду 1822 року право остаточного вибору з претендентів мав британський комісар. Зрештою вибір впав на новонародженого Канходжі, оскільки британці розраховували на час його неповноліття повністю прибрати до рук родинні володіння Ангрій.
Втім у квітні 1840 року Канходжі Ангрія II помер. Його брати вважалися незаконними. Звернення удів Раґоджі Ангрії II про усиновлення родичів померлого чоловіка відхилив британський генерал-губернатор. Невдовзі усі володіння Ангрій приєднали до Британської Індії.